# Exosquelette (humain)
 (mai 2025).
Pour les articles homonymes, voir Exosquelette.
 (août 2008).
Si vous disposez d'ouvrages ou d'articles de référence ou si vous connaissez des sites web de qualité traitant du thème abordé ici, merci de compléter l'article en donnant les références utiles à sa vérifiabilité et en les liant à la section « Notes et références ».

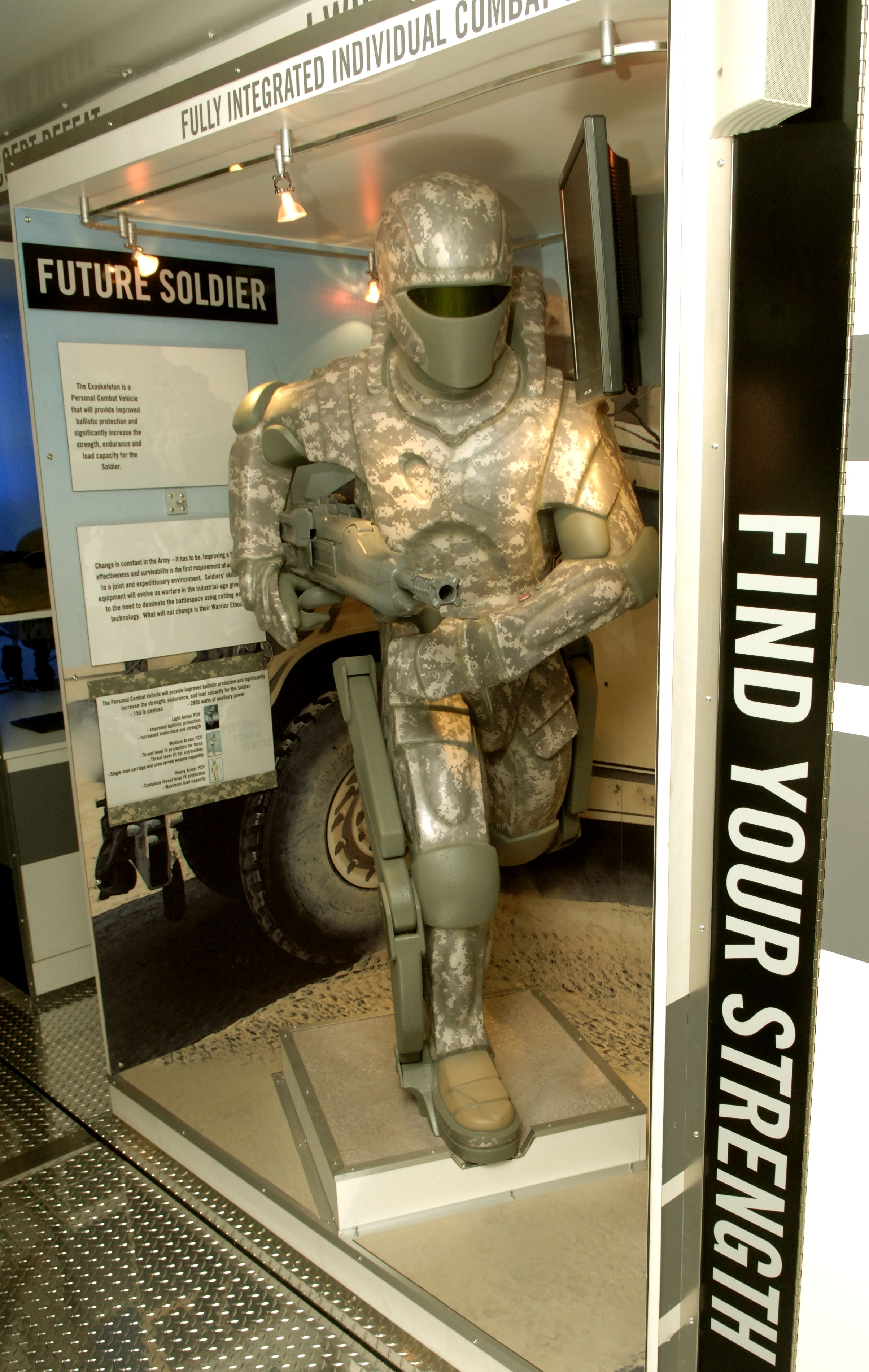
Mannequin présentant un concept d'exosquelette motorisé tel qu'imaginé par l'armée américaine en janvier 2007.

Un exosquelette est un dispositif mécatronique portable qui augmente, permet, assiste ou améliore le mouvement, la posture ou l'activité physique grâce à une interaction mécanique avec le corps de l'utilisateur et à la force qui lui est appliquée.
A base fixe ou mobile, il est composé d'une structure mécanique à plusieurs degrés de liberté, d'un système d'actionnement (électrique, hydraulique ou pneumatique) pouvant utiliser une source d'énergie embarquée ou déportée, que revêt un individu, à la manière d'un vêtement robotisé ou d'une prothèse externe, pour lui permettre de démultiplier ses capacités physiques (amplification), de simuler un retour d'effort dans un environnement virtuel (immersion), de rééduquer son système musculosquelettique (réhabilitation), de contrôler à distance des systèmes robotiques (téléopération) et éventuellement de le protéger de son environnement (à la manière d'une carapace ou d'un gilet pare-balle).
Les exosquelettes peuvent être des structures fixes ou rigidement connectées à un support fixe de l’environnement, auxquelles l’opérateur humain vient se fixer pour la réalisation d’une tâche dans un espace de travail réduit et fixe (cas de la rééducation motrice en milieu clinique ou de l’assistance dans des tâches durant lesquelles l’opérateur est assigné à un poste fixe – chaîne de montage –par exemple); des structures embarquées/revêtues visant à accompagner les déplacements d’une personne ou assister et interagir avec cette dernière tout au long de la journée, dans différents environnements. Ces exosquelettes ne possèdent pas de structure rigide générale et donc doivent être revêtus (wearable robots) par un opérateur pour fonctionner; ou bien des structures auto-portées (généralement plus massives) dans lesquelles s’insère un opérateur humain et qui pourraient, elles, fonctionner sans opérateur (cas du fauteuil roulant motorisé équipé d’un exosquelette de bras, de certains exosquelettes d’assistance à la marche ou des « mechas » des œuvres de fiction).
L'inconvénient majeur des systèmes à base fixe est la limitation de l'espace de travail, l'avantage réside dans leurs motorisations déportées. L'inconvénient des systèmes mobiles est la faible autonomie énergétique mais qui est compensée par l'augmentation de leurs espaces de travail et donc de leurs degrés de mobilité. Certains systèmes à base fixe ou mobiles compensent leur friction interne et la gravité qu'ils génèrent, évitant ainsi aux utilisateurs de ressentir l'inertie et le poids de l'exosquelette qu'ils portent sur eux (on parle alors de qualité et de transparence de l'interfaçage exosquelettique).
Les exosquelettes reprennent généralement la cinématique du (ou des) membre(s) humain(s) avec le(s)quel(s) ils sont destinés à interagir (structures « anthropomorphes », voir figure ci-dessous). Toutefois, la cinématique humaine étant complexe à reproduire avec des liaisons mécaniques classiques, certains exosquelettes se sont – comme on l’a vu – affranchis de cette contrainte de biomimétisme en choisissant des structures cinématiquement compatibles mais non anthropomorphes (figure ci-dessous). Les exosquelettes peuvent en effet interagir avec le membre ciblé au travers d’un ou de plusieurs points d’interaction : les exosquelettes à contacts multiples sont principalement utilisés pour interagir finement avec le corps de l’opérateur dans son espace articulaire ; tandis que les exosquelettes à contact unique (type «manipulandum embarqué ») sont destinés à interagir principalement avec l’environnement, sous le contrôle du sujet et dans l’espace de la tâche.
Des exosquelettes motorisés sont encore à des stades préliminaires de conceptions (exemple le xos), de développements et de tests dans de nombreux centres de recherche publics ou privés notamment pour améliorer leur autonomie, bien que plusieurs prototypes soient déjà commercialisés (HAL5 de la société Cyberdyne et REX de la société REX Bionics) ou le seront prochainement (XOS2 de SARCOS, filiale de Raytheon et HULC de Berkeley Bionic en partenariat avec Lockheed Martin ou encore Rewalk de la société Argo Medical Technologies, etc.). Leurs applications prévues couvrent principalement les domaines militaires (manutention de charges lourdes) et médicaux (diagnostic et aide technique pour les handicapés moteurs, les personnes âgées ou accidentées).
Certains travaux concernent également des applications professionnelles comme la manipulation et l'assistance sur les lignes de production (guidage des gestes et des outils pour améliorer la production et réduire les troubles musculosquelettiques (TMS) ou encore la téléopération multi-échelles de machines (notamment dans les environnements spatiaux, nucléaires, chirurgicaux, marins, souterrains ou encore microscopiques ou très lointains) et la conception avec retour haptique en environnement virtuel (bureau d'études, méthodes et design marketing)).
D'autres concernent des applications pratiques comme l'aide aux jardiniers (PAS, Professeur Shigeki Toyama de l’Université d’Agriculture et Technologie de Tokyo), ou ludiques en tant que joystick amélioré (XIO, Forcetek) ou à retour d'effort pour les jeux vidéo.
Dans le domaine militaire, on parle d'armure de combat robotisée ou du soldat du futur (DARPA) pour désigner les exosquelettes motorisés qui permettent d'amplifier et de protéger les soldats sur les champs de bataille. Dans le domaine médical, on utilise parfois les termes d'orthèses robotisées ou de cyberthèses (cité par l'EPFL, par la Fondation Suisse pour les Cyberthèses ou la société Swortec SA) pour désigner les exosquelettes motorisés utilisés dans le cadre de la kinésithérapie ou de la physiothérapie et qui permettent la rééducation motrice par stimulation neurofonctionnelle. Dans les domaines de l'immersion en réalité virtuelle ou de la téléopération, les termes utilisés sont plutôt "systèmes ou interfaces haptiques anthropomorphiques".

## Objectifs
L'exosquelette motorisé est fortement lié à la cybernétique et au transhumanisme, dont il peut être une des techniques représentatives des concepts. C'est une biotechnologie et/ou une technique biomimétique, dans le sens où son objectif est d'optimiser les caractéristiques d'un organisme vivant, de le mouvoir et de le protéger à l'instar de son homologue naturel (exosquelette des arthropodes). Les grands domaines d'applications et de recherche, concernent la rééducation d'une personne ayant subi un accident entraînant une paralysie momentanée ou permanente, l'amplification par la machine des capacités de l'homme « sain », l'immersion de l'homme dans une réalité virtuelle ou augmentée et la téléopération bidirectionnelle du couple homme/machine.

### Dans le cadre de la réadaptation
Le but de la réadaptation est de restaurer les fonctions motrices d'origine d'un être humain, ou tout du moins d'atteindre le maximum de celles-ci après le traumatisme du corps. Couplé au système nerveux de l'utilisateur par des capteurs d'influx nerveux, l'exosquelette peut également suppléer aux fonctions motrices d'un patient paraplégique, et donner la possibilité de se mouvoir à des personnes paralysées à la suite d'une maladie ou d'un accident, ou bien handicapées dès la naissance. On peut ainsi distinguer deux types de dispositifs: 
- Les exosquelettes de rééducation sont des outils conçus pour assister la rééducation neuromotrice, c’est-à-dire qu’ils sont destinés à aider des patients souffrant d’une atteinte neurologique centrale ou périphérique ou de la moelle épinière, à récupérer des capacités motrices et réapprendre à utiliser et contrôler tout ou partie de leur corps, lors de séances de rééducation effectuées sous la supervision d’un thérapeute, généralement dans un environnement clinique[3].
- Les exosquelettes de suppléance visent à suppléer les fonctions motrices défaillantes non récupérables d’opérateurs paralysés de façon plus ou moins complète, dans leur vie courante (c’est-à-dire hors d’un environnement clinique ou professionnel). Les populations ciblées sont en général les patients atteints de lésions de la moelle épinière exhibant différents niveaux de paraplégie  ou de tétraplégie, de troubles neurologiques (notamment les patients atteints de Sclérose en plaques) ou des sujets souffrant de faiblesses musculaires et/ou de troubles chroniques de certaines fonctions motrices (en lien avec différentes pathologies dont celles liées au vieillissement[1].

En tant qu'orthèse, l'exosquelette se différencie de la prothèse par le fait qu'il ne remplace pas les membres puisqu'il les recouvre : il est donc peu invasif, peut-être installé facilement par le patient et s'adapter à son domicile, sans conditions sanitaires spécifiques à respecter. En revanche les réglages de l'exosquelette ainsi que la mise au point, la validation et la surveillance des programmes de rééducation et d'apprentissage de la mobilité se feront généralement avec l'aide des médecins et des kinésithérapeutes, qui pourront alors diagnostiquer et télé-opérer l'évolution de la rééducation de leur patient à distance.
Ces améliorations concernent le recouvrement des capacités motrices d'un patient par un apprentissage robotisé progressif et continu, le diagnostic en temps réel et à distance d'états médicaux grâce aux bio-senseurs embarqués et la connexion sécurisée au dossier médical du patient, et enfin la réduction de la pénibilité du travail physique.

### Dans le cadre de l'amplification
Le but de l'amplification est de faire d'un être humain aux caractéristiques physiques et perceptives moyennes, un individu disposant de capacités qu'il ne pourrait avoir sans l'exosquelette et ses équipements embarqués. Dans cette optique, l'individu est considéré par les ingénieurs comme s'il était victime d'un handicap. Contrairement donc à la voie réparatrice, il ne s'agit pas là de « mettre à niveau » mais clairement d'amplifier.
Ces améliorations concernent :
- La force musculaire, la vitesse des mouvements et des réactions.
- La perception dite « classique » : acoustique, optique, haptique, gustative, olfactive.
- La perception dite « spécialisée » : Doppler, infrarouge, ultraviolet, ultrason, vision (lointaine, microscopique, périphérique, etc.).
- La précision des gestes et le guidage d'outils de travail : pour l'assemblage, la découpe, le soudage, la perforation, etc.
- La détection et la résistance à des risques nucléaires, biologiques, chimiques, etc.
- La résistance aux effets mécaniques (chocs, vibrations).
- La protection face aux environnements spéciaux : vide spatial, très haute pression, hautes températures, basses températures, fort niveau d'acidité ou environnement alcalin, chocs électriques, champs magnétiques, etc.

Il existe évidemment d'autres améliorations possibles ; celles-ci sont néanmoins les plus représentatives des objectifs à court, moyen et long terme dans le cadre de l'amplification et de la protection. Enfin, dans un domaine plus prospectif, les inventeurs (dont Léonard de Vinci fut le précurseur) envisagent l'intégration d'un dispositif permettant au couple homme/robot de voler à la manière du Suisse Yves Rossi avec son JET Man (réalité) ou de Tony Stark avec son Iron Man (fiction).

### Dans le cadre de l'immersion
Le but de l'immersion est de tromper les sens et de simuler les sensations de l'être humain. Un système d'immersion totale serait alors composé d'un exosquelette motorisé complet (c'est-à-dire corrélé parfaitement à la cinématique du corps humain), d'un casque de réalité virtuelle ou augmentée, d'écouteurs, d'un vaporisateur d'odeurs, d'une combinaison interne de stimulation tactile, et d'un simulateur de modalité spatiale (tapis roulant multi-directions ou sphère). L'exosquelette, pierre angulaire du système, permettrait alors à un individu d'être présent dans un environnement complètement artificiel.
Deux points critiques restent cependant :
- Les simulateurs de modalité spatiale ne parviennent pas encore à une représentation fidèle de la sensation de vide, lors d'un saut ou d'une chute. Cet aspect d'une immersion virtuelle est évoqué dans le film Inception.
- Dans la représentation visuelle, les animations des modèles 3D, notamment à nouveau en cas de chute et de ragdoll (animation) dans un moteur physique, ne permettent pas encore un photoréalisme en temps réel.

Ces améliorations concernent :
- Le réalisme des jeux vidéo et des serious games (jeux de formation professionnelle) par l'ajout du sens kinesthésique (application d'un retour d'efforts sur les membres du joueur proportionnel au calcul de l'interaction (force, position) entre les membres du joueur et des objets tridimensionnels) .
- L'aide à la décision en situation réelle ou virtuelle grâce à des capacités de calcul embarquées ou connectées, d'outils de communication, d'outils d'aide à l'analyse en temps-réel de situation ou d'aide à l'ordonnancement d'activités et d'outils logiciels et environnements informatiques divers.

### Dans le cadre de la téléopération
Le but de la téléopération est de permettre à l'être humain d'interagir directement sur un environnement distant (généralement hostile). L'exosquelette motorisé (maître) permet alors à un individu de commander un bras robotique (esclave) et de ressentir les efforts exercés par l'effecteur esclave. Mais la téléopération exosquelettique peut également être bidirectionnelle, c'est-à-dire que l'exosquelette d'un utilisateur peut être commandé à distance.
Ces améliorations concernent :
- La téléopération d'outils à distance : systèmes robotiques, domotiques, etc.
- L'interfaçage homme/machine universel
- Télé-assistance robotique (voir rééducation)

### Dans le cadre du travail
Le développement des exosquelettes motorisés a un impact direct sur le travail et les conditions de travail des salariés. Le port de charges lourdes a des répercussions directes sur la santé du travailleur, entraînant notamment un risque de rroubles musculosquelettiques. La norme française X 35-109, relative à l'ergonomie dans la manutention manuelle de charges, définit des valeurs seuils applicables aux hommes et aux femmes âgées de 18 à 65 ans sans condition. Elle fixe notamment une limite de 15 kg de charge par opération et 7,5 tonnes par jour et par personne. L'article R 4541-3 du code du travail, fixe l'obligation pour l'employeur de mettre en place toutes les mesures nécessaires et utilise les moyens appropriés, et notamment les équipements mécaniques, afin d'éviter le recours à la manutention manuelle de charges par les travailleurs.
L'utilisation d'exosquelettes motorisés s'intègre parfaitement dans la prévention liée au port de charges lourdes et ouvre de nombreuses possibilités pour l'employeur. Les exosquelettes EXHAUSS et HERCULE connaissent d'ailleurs, en France, une hausse des commandes depuis quelques années.
« Avec ces nouvelles technologies d’assistance physique, la sollicitation peut être réduite de 10 % à 40 % pour certaines tâches, réduisant la fatigue, ou limitant les forces de compression vertébrale. Dans ces cas, l’impression d’effort est réduite de 40 % à 50 % chez ceux qui les ont utilisées pour soulager les épaules. » remarque Jean Theurel, responsable d’études au laboratoire Physiologie et mouvement au travail de l’INRS.
Néanmoins, le poids de ces exosquelettes motorisés (9 kg ) pose aussi la question de l'apparition nouvelle d'éventuels déséquilibres posturaux, désadaptation musculaire ou de charge mentale. Les risques mécaniques ne doivent pas non plus être occultés : collision avec un autre opérateur ou un tiers, casse d’outils ou projection, écrasement, lésions articulaires (dues au dépassement des limites physiologiques humaines), frottement ou abrasion, défaillance du système.
C'est pourquoi la mise en place, au sein d'une entreprise, de ce nouveau système doit préalablement faire l'objet d'un avis du Comité d'Hygiène, de Sécurité et des Conditions de Travail (CHSCT), conformément à l'article L 4612-8-1 du code du travail.

## Applications possibles
Les champs d'applications possibles sont les suivants :

### Applications dans l'industrie
L’Institut National de Recherche et de Sécurité et le groupe Afnor exosquelettes travaillent sur le sujet en collaboration avec des entreprises et les secteurs de l’automobile, de l’aéronautique et du TP/Génie Civil sont particulièrement intéressés. En 2023, la norme française X35-800 propose une méthode d'intégration des exosquelettes. 
Plusieurs sociétés françaises, comme ErgoSanté et Human Mechanical Technologies ont développé des exosquelettes pour le dos, les membres supérieurs et le cou,.
Les dispositifs s’avèrent relativement efficaces pour limiter les contraintes musculaires locales avec des réductions de l'activité physiques des muscles concernés s'étalant de 10 à 60% par comparaison la même tâche réalisée sans équipement. Cependant, cela peut se faire parfois au prix d'un report de la charge sur d'autres parties du corps et "l’état actuel des connaissances ne permet pas de conclure formellement à l’efficacité de ce type de technologies pour prévenir la survenue de TMS". Le but dans l'industrie ne peut cependant pas être de transformer les ouvriers en hommes augmentés, mais de réaliser les mêmes actions qu'effectuées auparavant en préservant la santé, ce qui n'est donc pas assimilable aux objectifs poursuivis dans le domaine militaire.
Un projet européen, regroupement 12 partenaires de 7 pays européens, a permis l'élaboration d'un exosquelette adapter à l'industrie : Robo Mate. Robo Mate permet de diviser par dix l’effort requis pour soulever une charge et préserve la colonne vertébrale des mouvements brusques et des efforts extrêmes.

### Utilisation dans le contexte médical
En France, le centre Clinatec installé sur le polygone scientifique de Grenoble teste depuis 2017 des exosquelettes se mouvant par la pensée d'un patient tétraplégique. Ce dernier doit au préalable se faire implanter deux implants cérébraux dotés chacun de 64 électrodes,,. Le projet travaille sur l'équilibre de l'exosquelette. Le programme EMY pour Enhancing MobilitY, vise à implanter un dispositif à l'échelle nanométrique dans le cerveau afin de commander un exosquelette motorisé doté de 14 moteurs à l'horizon 2016,.
Elena García Armada, informaticienne espagnole a développé en 2015 le premier exosquelette bionique au monde pour les enfants souffrant d'une amyotrophie spinale. Enfin, il existe depuis quelques années des exosquelettes grand public destinés à faciliter certaines pratiques sportives tels que le Ski~Mojo. 
On peut aussi considérer les genouillères articulées comme des exosquelettes partiels. Ces orthèses suppléent en effet les faiblesses du squelette par des renforts articulés.
Certaines personnes à capacité réduite pourrait exercer un métier sans restriction grâce aux exosquelettes robotisés. Lors de la dernière Coupe du Monde de football au Brésil, le coup d'envoi du match d'ouverture a été donné par une personne paraplégique équipée d'un exosquelette. L'entreprise Toyota a lancé un exosquelette motorisé, appelé Welwalk WW-1000, orienté vers la rééducation des personnes à mobilités réduite dans le but de les aider à remarcher. Ces avancées technologiques permettrait aux employeurs de satisfaire à leurs obligations légales en matière d'emploi des personnes handicapées. En effet, dans les entreprises de plus de 20 salariés, l'employeur est tenu d'employer à plein temps ou à temps partiel des travailleurs handicapés dans une proportion de 6 % de l'effectif total de l'entreprise. (L 5212-1 à 5212-17 du code du travail).
La société Wandercraft a développé un exosquelette motorisé auto-stabilisé, dénommé Atalante X, dont l'objectif est de permettre à des personnes ayant des difficultés partielles ou totales à marcher, de retrouver la possibilité de marcher et de se tenir debout. Cet exosquelette ne nécessite pas d'aide de type béquilles pour l'utilisateur. Si Atalante X est principalement destiné à la rééducation en établissement de santé, Wandercraft s'est donné pour mission de créer un exosquelette personnel, plus agile et plus léger, permettant à tous les patients concernés de l'utiliser facilement dans leur vie au quotidien aussi bien chez eux qu'à l'extérieur ou encore en voiture ou dans les transports.

La société israélienne Argo Medical Technologies (depuis renommée ReWalk Robotics) a développé un exosquelette motorisé léger, nommé ReWalk, dont le but est de permettre aux paraplégiques de marcher. ReWalk possède des attelles articulées qui viennent s'attacher sur les membres inférieurs de l'utilisateur et un sac dorsal qui contient le système de contrôle. Un capteur est placé sur le torse de l'utilisateur, il détecte l’angle du torse et pilote les jambes vers l'avant ou l'arrière afin de maintenir l’équilibre du corps.

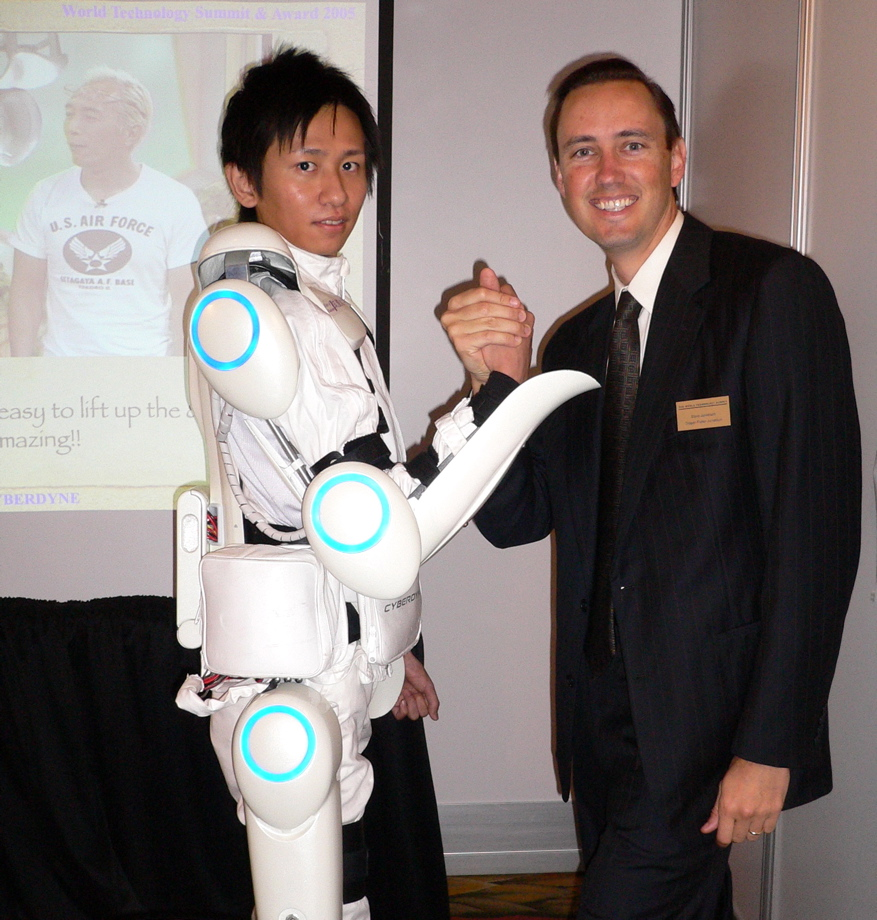
HAL-5

Le fondateur, le professeur Yoshiyuki Sankai, de la société japonaise Cyberdyne (référence au film Terminator), une spin-off de l’université de Tsukuba au Japon, a développé un exosquelette motorisé destiné exclusivement à aider les personnes ayant des difficultés à se mouvoir (personnes âgées ou handicapés moteurs), dénommé HAL (pour « Hybrid Assistive Limb »).

#### Ekso,Ekso Bionics
En octobre 2010, Berkley Bionics(renommée Ekso Bionics en 2011) a présenté eLegs (renommé Ekso en 2011) un exosquelette motorisé destiné aux personnes paraplégiques. Contrôlé par des petits boîtiers sur les bras et destiné au grand public, c'est le premier disposant de genoux flexibles et d'un ordinateur de contrôle ce qui en fait un pionnier dans le domaine. Ekso dispose de 6 heures d'autonomie et peut atteindre les 3 km/h Pour des personnes de 1m60 à 1m95 pesant moins de 100 kilos, la machine en pesant elle-même déjà 20.
En 2013, Ekso a fait évoluer son premier équipement pour l'adapter à la rééducation des personnes non paraplégiques mais qui ont des difficultés à utiliser leurs membres inférieurs, par exemple après un accident vasculaire cérébral. Dans ce nouveau modèle les moteurs adaptent leur puissance aux besoins de l'utilisateur, notamment en différentiant les côtés droit et gauche. Ce nouveau modèle est commercialisé sous le nom EksoGT.
En 2019 EksoGT est remplacé par un nouveau modèle nommé EksoNR (NR pour Neurorehabilitation) qui ajoute un contrôleur à écran tactile et plusieurs fonctions connexes (position accroupie, pas de côté, marche arrière…).
En décembre 2022, Ekso Bionic a racheté le service HMC (Human Motion and Control) de la société Parker-Hannifin, ce service produit notamment la gamme d'exosquelettes motorisés légers Indego destinés aux établissements de santé (Indego Therapy) et aux particuliers (Indego Personal).

### Pour la police et les services d'ordre
Dans le cadre policier, il servirait à réduire le risque couru par les agents des forces de l'ordre (blindage, vitesse, force, précision, perceptions accrues), voire en limitant les risques de dommages collatéraux (supervision et téléopération à distance des agents munis de leurs exosquelettes par leurs supérieurs ou par de simples citoyens par exemple). Un agent d'intervention équipé d'un tel dispositif serait en mesure d'obtenir les résultats d'un collègue non équipé avec une fatigue moindre, une plus grande rapidité, mais aussi de parvenir à résister à la plupart des assauts des personnes ne possédant pas d'exosquelette ou ayant des exosquelettes moins puissants.
Enfin, les capacités de perception embarquées sur l'exosquelette motorisé, couplées à des capacités d'analyse d'images et de données issus de capteurs divers radar, sonar, détecteur de mouvement, etc.), peuvent permettre la détection et la gestion de menaces comme la reconnaissance locale et en temps réel de personnes recherchées ou à risques se dissimulant dans une foule ou la détection d'explosifs, d'armes ou produits dangereux (nucléaire, biologique et chimique), ainsi que la plupart des dangers auxquels sont habituellement confrontées les forces de l'ordre dans le cadre de leurs opérations.

### Pour les pompiers
Les pompiers courent au moins autant de risques lors de leurs interventions que les services de maintien de l'ordre ; néanmoins, leurs demandes ne sont pas les mêmes. Dans un cadre opérationnel, l'exosquelette pour pompiers leur permettrait de porter plus facilement des charges lourdes (victimes ou matériel de secours), de passer plus facilement les obstacles (portes, murs) et d'augmenter leurs capacités de réactions et de coordination tout en fournissant une protection accrue contre les hautes températures et les environnements toxiques et enfumés.
Quelques avantages d'un exosquelette pour les pompiers :
- L'augmentation de la force facilite l'élimination et le franchissement des obstacles, l'excavation en cas d'effondrement mais aussi la récupération des victimes inconscientes, ou le transport d'oxygène ou d'eau en plus grande quantité.
- Un exosquelette peut être conçu spécifiquement pour transporter des lances à incendie d'une puissance et d'une efficacité sans communes mesures avec les capacités d'intervention actuelles.
- Il peut être aussi équipé de tout élément simplifiant la recherche et la détection de victimes, et équipé de capteurs spécifiques capables de détecter des fuites de gaz mêmes infimes, mais aussi des contaminations biologiques et chimiques.
- La protection fournie par l'exosquelette peut enfin être adaptée aux types d'environnements (feux de forêt, fuite d'une centrale nucléaire, grisou dans une mine, avalanche en montagne, etc.).

### Pour les travailleurs sur les chantiers
Le domaine du bâtiment est sérieusement envisagé dans les applications possible de l'exosquelette robotisé, principalement grâce à l'augmentation de la force et de la précision, indispensable sur un chantier, et souvent dans des conditions rendant complexe l'emploi d'une machine plus volumineuse. Ainsi, le travail sur gros œuvre, en tunnel, la réparation de sites contaminés, mais aussi l'usage d'outils complexes en situation inconfortable (espace réduit, faible luminosité, basse ou haute pression, environnement à risque) sont des champs d'applications dans lesquelles l'exosquelette pourrait devenir une aide appréciable. En outre, l'exosquelette peut faciliter la prise de mesure, grâce à son positionnement GPS et à ses appareillages de mesures embarqués (instrumentation laser) ou ses modules d'aide à la décision et de suivi de la construction (superposition des plans de conception tridimensionnels de l'édifice à la réalité du terrain). Enfin un exosquelette de chantier pourrait permettre la téléopération des machines telles que : pelles hydrauliques, foreuses, grues et autres systèmes fréquemment utilisés sur les chantiers.

### Pour les sportifs
Un exosquelette motorisé peut permettre le monitoring et l'assistance robotisée de l'entraînement sportif (atteindre le geste parfait avec la force, la vitesse et la précision adéquate). Les blessures et le temps d'apprentissage de l'activité physique peuvent être réduits. Par exemple, les torsions importantes des genoux peuvent être contrôlées et évitées et la position du centre de gravité du sportif peut être stimulée (et commandée).
À l'inverse de réduire la fatigue de l'opérateur par amplification d'effort, l'exosquelette peut entraîner une résistance au mouvement et ainsi muscler le sportif au cours de son activité physique. Le but est de permettre à l'utilisateur d'évoluer sur Terre avec des contraintes de résistances physiques variables et paramétrables. Un cas concret d'un tel exosquelette est illustré par la modification du poids du sportif : le poids peut être amplifié de plusieurs fois la gravité terrestre.
L'application d'une amplification d'effort peut aussi être exploitée afin de réaliser les temps d'étirements après l'échauffement et après l'effort. D'autre part, des indications sur l'état cardiaque d'un sportif peuvent lui être perçu pour qu'il puisse anticiper ses temps de repos.

### Pour le grand public
L'exosquelette est un outil dont la vocation est d'être utilisé par un large public et est donc de plus en plus étudié par les laboratoires universitaires et centres de recherche mondiaux. Sans forcément avoir la puissance des modèles militaires et professionnels mais en intégrant des fonctionnalités électroniques ou informatiques développées par ailleurs, ils serviraient alors à :
- Faciliter l'activité physique et la manipulation de charges ou d'objets encombrants par l'augmentation des facultés psychomotrices (force, endurance, vitesse, précision) tout en réduisant les risques des travaux domestiques (bricolage, jardinage, déménagement).
- Faciliter l'apprentissage d'une activité (transfert d'un savoir-faire manuel enregistré par un expert et rejoué par un néophyte, ou simulation de l'activité dans un environnement immersif calqué sur la réalité).
- Faciliter l'évaluation et le suivi de la santé en embarquant des dispositifs médicaux capables de diagnostiquer en temps réel l'état physiologique ou neurologique ou intervenant directement (premiers secours) en cas d'hypertension, d'hypotension, de défibrillation, etc.
- Faciliter l'aide à la décision en augmentant les facultés perceptives d'un utilisateur (haptique : kinesthésique et tactile, vision, ouïe)
- Faciliter l'interfaçage homme-machine pour commander des systèmes robotisés (aspirateur, tondeuses, humanoïdes, systèmes domotiques).
- Faciliter l'utilisation du web (navigation via des métaphores sensorielles), d'environnements virtuels ou de la réalité augmentée en augmentant les sensations d'immersion et les capacités d'interactions.

Comme toutes les machines, un exosquelette peut être l'objet d'un tuning et être sujet à de nombreuses modifications esthétiques qui pourrait le rendre de plus en plus visible et différencié dans des manifestations sportives, culturelles et artistiques où la représentation est importante (cinéma, théâtre, etc.). Car en tant que machine et en tant que vêtement, il peut être personnalisé par son utilisateur, et donc intégrer à la fois les évolutions technologiques de ces composants internes (batteries, microprocesseurs, moteurs, etc.) mais également les évolutions de la mode pour ces composants externes (couleurs, formes et textures des coques de protection par exemple).

### Pour l'armée
L'armée de terre américaine a dévoilé le projet Armure TALOS, un exosquelette de combat perfectionné.
En 2016, l'armée de terre américaine et le corps des fusiliers-marins ont développé avec l'entreprise Bionic Power le premier exosquelette qui récupère l'énergie grâce aux mouvements des jambes. Ainsi le PowerWalk s'autoalimente et le soldat devient sa propre batterie. Le but est de réduire le poids d'emport du soldat et d'accroître sa résistance face aux éléments. Selon l'armée de terre, le projet serait en phase de test dès le début de l'année 2017.
La DARPA (Defense Advanced Research Projects Agency) aux États-Unis est un des premiers organismes à avoir travaillé sur les exosquelettes motorisés. Il s'agissait de pouvoir faciliter le travail des militaires sur les zones de combat. Les premiers prototypes réalisés utilisaient généralement une source d'énergie externe et un défi important consistait à pouvoir embarquer cette source d'énergie afin de rendre autonome le dispositif. En 2000, la DARPA a mis en concurrence seize sociétés afin de sélectionner un exosquelette à tester en 2008. Le projet retenu est celui mis au point par la société Sarcos qui est depuis devenue une filiale de la société Raytheon. Le premier prototype issu de ces recherches, appelé XOS est un exosquelette complet avec un système d'actionnement hydraulique haute pression (membres inférieurs et supérieurs) développé pour l'armée américaine. Il pèse plus de 70 kg, et permet de soulever des charges pouvant aller jusqu'à 90 kg à bout de bras. La seconde version XOS2 a été endurcie et considérablement allégée puisqu'elle ne pèse plus qu'une dizaine de kilos.
HULC (Human Universal Load Carrier) est un exosquelette motorisé développé par Berkeley Bionics (désormais Ekso Bionics) pour Lockheed Martin, dans le but de permettre à des militaires de porter des charges jusqu'à 90 kg (200 lb).

Tactical Assault Light Operator Suit: Voir Talos

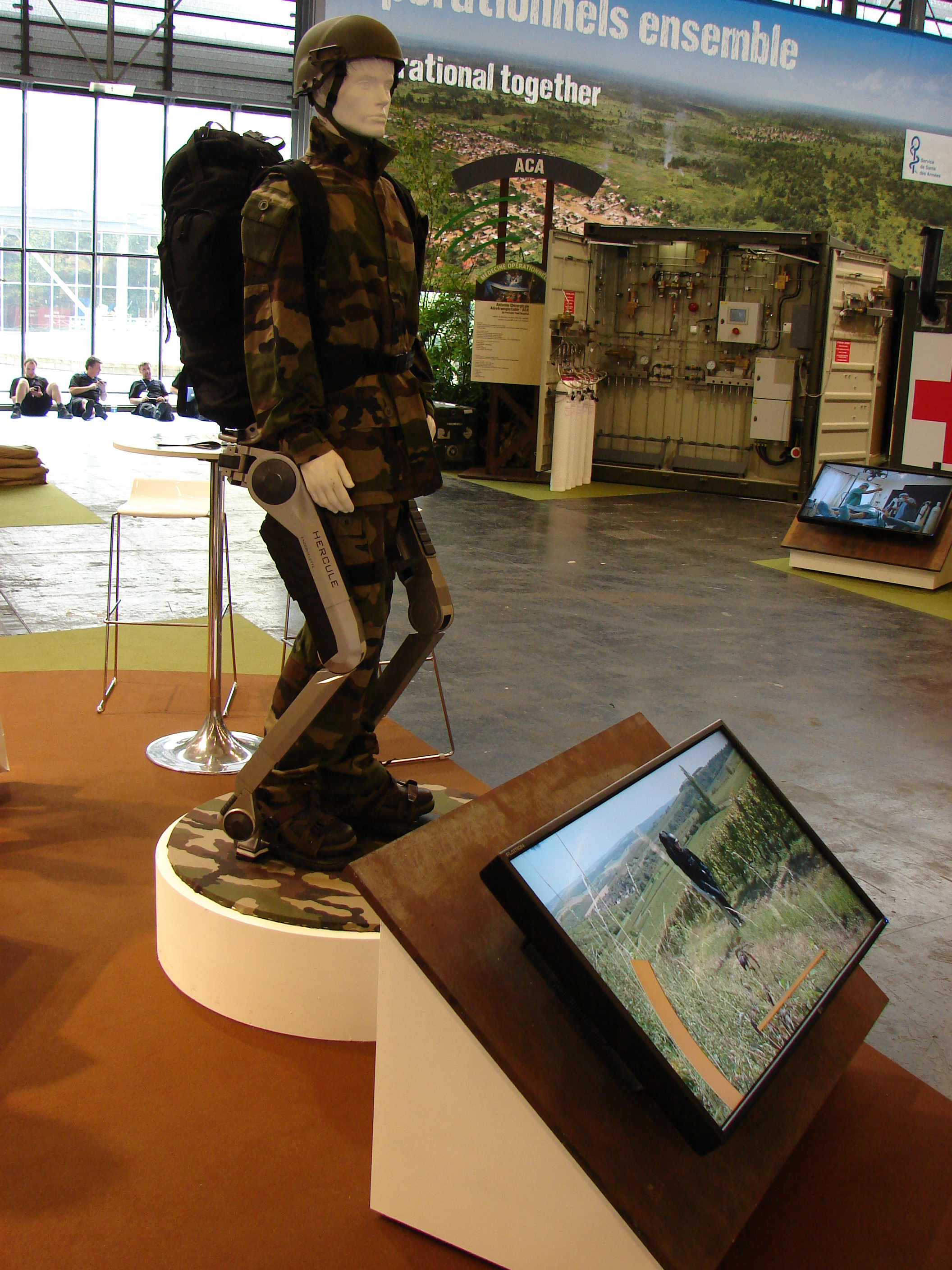
HERCULE à Eurosatory 2012

Spécialiste des systèmes ergonomiques l'entreprise RB3D s'est vu accorder en 2008, 2 millions d'euros par la DGA (Budget de 2,7 millions) pour créer un exosquelette militaire permettant aux troupes à pied de porter 50 kg sans effort. Autorisé à en tirer des applications civiles, elle développera ce projet avec le CEA List, et l'école Sudria, aidé par CEA Investissement et la société bourguignonne d'investissement Ideb. Piloté par la Direction générale de l’armement (DGA) et financé via le dispositif RAPID, qui permet de soutenir les PME innovantes, le programme Hercule, développé par la société RB3D, a donc vu le jour. Il a été présenté à l’occasion du salon Milipol, en 2011 à Paris. L'entreprise bourguignonne, dans son effort de réduction des TMS, développe également une gamme de cobots pour la manutention industriel avec l'aide du CEA et du CETIM.

## Dans la science-fiction
Le principe de l'exosquelette se rencontre très souvent dans les œuvres de science-fiction, surtout dans les jeux vidéo. Les premières apparitions d'un équipement de ce genre remontent au roman Patrouille galactique (Galactic Patrol) écrit en 1937 par E. E. Smith, ou encore au roman court Waldo (1942) de Robert A. Heinlein — ce terme est d'ailleurs passé dans le langage courant en anglais pour désigner un bras manipulateur, et l'effet d'amplification de force est parfois appelé « effet Waldo ». Mais en remontant plus loin dans le passé, on peut aussi évoquer les contes de Charles Perrault, dans lesquels certains personnages, comme le Petit Poucet, chaussent des bottes de sept lieues, équipement imaginaire qui s'adapte automatiquement en taille à son utilisateur et qui permet d'augmenter considérablement la distance parcourue à chaque pas. De la même façon, les ailes artificielles de Dédale et d'Icare sont aussi révélatrices des rêves anciens d'amélioration du corps humain.
Parmi les héros de science-fiction qui utilisent des exosquelettes motorisés, un des plus connus est certainement Iron Man, le héros de bande dessinée créé en 1963 par Stan Lee pour Marvel Comics et qui a été adapté au cinéma en 2008 par Jon Favreau. Côté Belgique, dans l'une de ses Aventures électroniques (1971), l'héroïne Yoko Tsuno revêt un « multiplicateur de force ». Dans le film Aliens, le retour (James Cameron, 1986), le lt. Ellen Ripley (Sigourney Weaver) utilise un exosquelette motorisé nommé Power Loader pour manutentionner du matériel militaire, puis pour combattre la créature extraterrestre.
On dénombre aussi de nombreux systèmes exosquelettiques dans les jeux vidéo : le Costume de Puissance de la série Metroid , les MJOLNIR de la série Halo, la Nano-Combinaison de Crysis, et dans bien d'autres comme Metal Gear ou Fallout.
L'exosquelette ne doit pas être confondu avec le concept de mecha, que l'on peut voir dans de nombreux films, animes et mangas comme Gundam, qui même s'il est une évolution du concept, n'en a pas les caractéristiques. En effet, là où un exosquelette est revêtu par l'utilisateur, en se superposant à ses mouvements et en l'appuyant à l'aide d'outils d'interface immersive, un mécha est piloté ; c'est donc un véhicule anthropomorphe. Certains cas sont toutefois ambigus ; ainsi, les landmates du manga Appleseed sont de petite taille, et si les bras du pilote ne sont pas dans les bras du landmate, ses jambes sont en revanche logées dans les cuisses de l'armure.